# 小曽根 (熊谷市)
小曽根（おぞね）は、埼玉県熊谷市の大字。郵便番号は360-0017。本項では同地域にかつて存在した北埼玉郡小曽根村（おぞねむら）についても記す。

## 地理
熊谷市北東部に位置する。東で今井、西で柿沼・代、南で肥塚、北で下奈良に隣接する。南東端を埼玉県道・群馬県道83号熊谷館林線、西北端を群馬県道・埼玉県道341号太田熊谷線が掠めるが、鉄道や国道は通過していない。

### 小字
- 下川原[4]
- 東浦
- 北浦
- 西川原
- 西浦
- 向川原

## 歴史

### 沿革
もとは江戸期より存在した小曽根村であった。河床由来の砂礫の多い痩せた土地で、古語でそれを意味する「埇（そね）」を当てていたことが名前の由来と言われている。
- 幕末時点では埼玉郡に所属し、知行は旗本菅沼氏・大岡氏の相給[6]。
- 1868年（慶応4年）6月19日 - 武蔵知県事・山田政則（忍藩士）の管轄となる。
- 1869年（明治2年）
  - 1月10日 - 山田政則知県事が宮原忠英に交代。
  - 1月13日 - 武蔵知県事・宮原忠英の管轄区域に大宮県を設置、同県の管轄となる。県庁は東京府馬喰町に置かれる。
  - 9月29日 - 県庁が浦和に置かれ浦和県に改称。
- 1871年（明治4年）11月13日 - 第1次府県統合により埼玉県の管轄となる。
- 1879年（明治12年）3月 - 郡区町村編制法の埼玉県での施行により北埼玉郡の所属となる。郡役所は成田町（現行田市）に設置。
- 1889年（明治22年）4月1日 - 町村制の施行により、北埼玉郡小曽根村が単独で自治体を形成[5]。上中条村・今井村・大塚村と中条組合村を結成し、組合役場を上中条村に設置。
- 1909年（明治42年）8月24日 - 中条組合村を解消し、4村の区域をもって中条村が発足[7][8]。同日小曽根村廃止。中条村大字小曽根となる。
- 1954年（昭和29年）4月1日 - 中条村が熊谷市に編入[8]。熊谷市大字小曽根となる。
- 2005年（平成17年）10月1日 - 熊谷市が周辺町と合併し、改めて熊谷市が発足された際の住所表記見直しで大字表記を除去、熊谷市小曽根となる[9]。

## 世帯数と人口
2017年（平成29年）9月1日現在の世帯数と人口は以下の通りである。
| 大字   | 世帯数  | 人口  |
| ------ | ------- | ----- |
| 小曽根 | 365世帯 | 867人 |

## 小・中学校の学区
市立小・中学校に通う場合、学区は以下の通りとなる。
| 番地 | 小学校             | 中学校             |
| ---- | ------------------ | ------------------ |
| 全域 | 熊谷市立中条小学校 | 熊谷市立中条中学校 |

## 交通
地内に鉄道は敷設されていない。

### バス
路線バスは、地域の端を掠めるか、近接地域を走る路線しかなく、地域の中央付近は貫通していない。
以下の路線の「小曽根」停留所は北西部の端に位置しており、他のエリアは同じ路線の柿沼地内にある大幡停留所及び柿沼停留所や県道83号を通る国際十王交通の路線の今井地内にある赤城神社停留所、肥塚地内にある肥塚団地停留所などが利用される。
- 朝日自動車
  - 太田営業所
    - KM61 太田駅 - 妻沼仲町 - 小曽根 - 熊谷駅
    - KM62 西矢島 ← 妻沼仲町 ← 小曽根 ← 熊谷駅
    - KM63 西小泉駅 - 妻沼仲町 - 小曽根 - 熊谷駅
    - KM64 妻沼聖天前 - 妻沼仲町 - 小曽根 - 熊谷駅
    - KM65 妻沼 - 小曽根 - 熊谷駅

### 道路
- 埼玉県道・群馬県道83号熊谷館林線
- 群馬県道・埼玉県道341号太田熊谷線

## 施設
- 市立小曽根集会所
- 小曽根自治会会館
- 小曽根神社
- 光明寺
- 西光院

## 出身人物
- 山田福三郎（弁護士、横浜市会議員、横浜英語学校校長、横浜商業会議所特別議員）[11][12]